# Les Avenières Veyrins-Thuellin
Les Avenières Veyrins-Thuellin is een gemeente in het Franse departement Isère in de regio Auvergne-Rhône-Alpes. De gemeente  maakt deel uit van het arrondissement arrondissement La Tour-du-Pin.

## Ontstaan
Les Avenières Veyrins-Thuellin is op 1 januari 2016 ontstaan door de fusie van de gemeenten Les Avenières en Veyrins-Thuellin. De gemeente telde 7.699 inwoners op 1 januari 2022.

## Geografie
De oppervlakte van Les Avenières Veyrins-Thuellin bedroeg op 1 januari 2022 41,56 vierkante kilometer; de bevolkingsdichtheid was toen 185,3 inwoners per km².

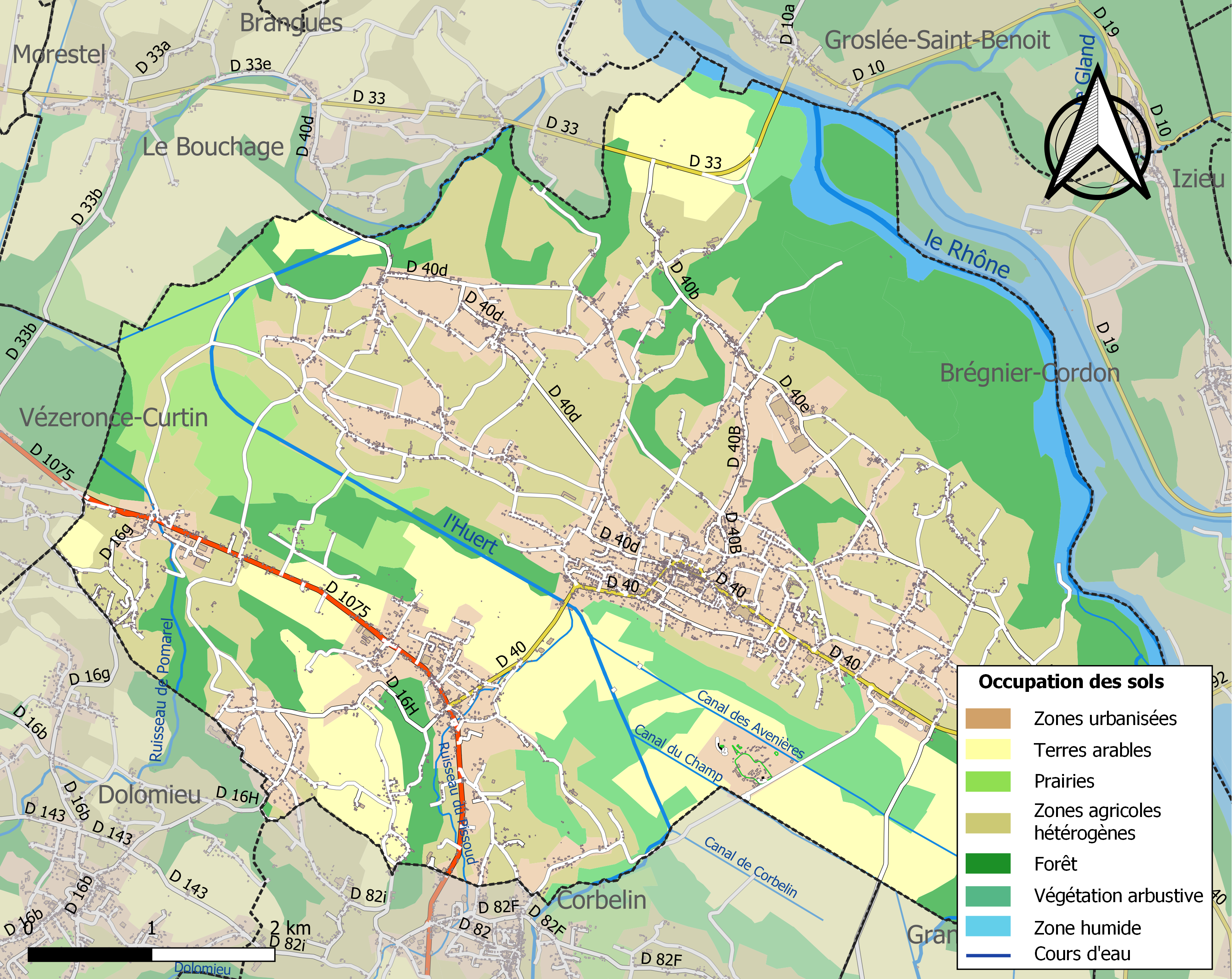
Kaart van de gemeente met de belangrijkste infrastructuur, bodemgebruik en omliggende gemeenten